# Nidaliopsis pygmaea
Nidaliopsis pygmaea is een zachte koraalsoort uit de familie Nidaliidae. De koraalsoort komt uit het geslacht Nidaliopsis. Nidaliopsis pygmaea werd in 1906 voor het eerst wetenschappelijk beschreven door Kükenthal. 